# Parascotia nisseni
Parascotia nisseni is een vlinder uit de familie van de spinneruilen (Erebidae). De wetenschappelijke naam van de soort is voor het eerst geldig gepubliceerd in 1905 door Turati.
Deze nachtvlinder komt voor in Europa.